# 加藤光 (バレーボール)
加藤 光（かとう ひかり、1997年8月26日 - ）は、日本の女子バレーボール選手である。

## 来歴
香川県坂出市出身。友人に誘われて小学2年次より地元のクラブに入部してバレーボールを始めた。高松市立香川第一中学校在校時の2011年には、全日本中学校選手権大会においてベスト8入りの活躍を見せた。
高校は強豪の東九州龍谷高等学校を選択した。練習を見学にいった加藤は「自分がもっとうまくなれる」と感じたという。同校入学後は1年からレギュラーチーム入りし、平成25年度全国高等学校総合体育大会では優勝を経験する。翌2014年1月の第66回全日本高等学校選手権大会では中心選手として活躍し、チームを準優勝に導いた。2015年の第67回全日本高等学校選手権大会ではベスト4入りして優秀選手賞を獲得した。また同年の全日本高校選抜チームでは主将をつとめた。
2015年12月、V・プレミアリーグの久光製薬スプリングスへの入団内定が発表された。
2017年1月8日の岡山戦にリリーフサーバーとして登場しプレミアデビューを果たした。
同年5月にU-23代表に選出され、タイのナコンラチャシマで開催された第2回アジアU-23女子選手権に出場。決勝まで駒を進めた全日本は、ホームのタイに0-2のビハインドから大逆転勝利を掴んだ。
2022年6月30日付で久光を退団し現役を引退した。
2023年、びわこ成蹊スポーツ大学に進学。バレーボール部に所属している。
2025年6月、SAGA久光主催の公開練習試合「KYUSYU VOLLEYBALL CHALLENGE」に久光の選手として参加。

## 球歴
- 全日本高校選抜 - 2015年
- 全日本U-23代表 - 2017年
  - アジアU-23選手権 - 2017年（優勝）

## 所属チーム
- 加茂Jr.
- 高松市立香川第一中学校（2010-2013年）
- 東九州龍谷高等学校（2013-2016年）
- 久光スプリングス（2016-2022年）
- びわこ成蹊スポーツ大学（2023年-）

## 受賞歴
- 2015年 - 第67回全日本高等学校選手権大会 優秀選手賞

## 個人成績
Vプレミアリーグレギュラーラウンドにおける個人成績は下記の通り。
| シーズン | 所属     | 出場 | 出場   | アタック | アタック | アタック | アタック | ブロック | ブロック | サーブ | サーブ | サーブ | サーブ | レセプション | レセプション | 総得点 | 備考 |
| -------- | -------- | ---- | ------ | -------- | -------- | -------- | -------- | -------- | -------- | ------ | ------ | ------ | ------ | ------------ | ------------ | ------ | ---- |
| シーズン | 所属     | 試合 | セット | 打数     | 得点     | 決定率   | 効果率   | 決定     | /set     | 打数   | エース | 得点率 | 効果率 | 受数         | 成功率       | 総得点 | 備考 |
| 2016/17  | 久光製薬 | 5    | 14     | 0        | 0        | 0.0%     | %        | 0        | 0.00     | 22     | 1      | %      | 10.5%  | 0            | 0.0%         | 1      |      |
| 2017/18  | 久光製薬 | 21   | 13     | 29       | 11       | 37.9%    | %        | 1        | 0.08     | 18     | 1      | %      | 13.9%  | 10           | 30.0%        | 14     |      |
| 2018/19  | 久光製薬 |      |        |          |          | %        | %        |          |          |        |        | %      | %      |              | %            |        |      |